# Staffan Wiklander
Per Staffan Wiklander, född 4 juni 1964, är en svensk musiker. Han kommer ursprungligen från Stugun i Jämtland. Han kom till Falun 1987 som ljudtekniker på Sveriges Radio. Efter ett års musikstudier i Los Angeles arbetar han som frilansande musiker. Han är medlem i showbandet Peter Carlsson & Blå Grodorna, där han spelar 6-strängad bas, kontrabas, banjo och träslevar.